# كوري بارنز
كوري بارنز (بالإنجليزية: Corey Barnes)‏ (1 يناير 1992 بسندرلاند في المملكة المتحدة - ) هو لاعب كرة قدم بريطاني في مركز الوسط. لعب مع ويتبي تاون ‏ ودارلينجتون إف سى.

## وصلات خارجية
- كوري بارنز على موقع قاعدة بيانات كرة القدم.إي يو (الإنجليزية)